# Zgodovina avtomobila
Zgodovino avtomobila delimo v več obdobij, ko so prevladovale določene značilnosti avtomobilov, čeprav so meje ponekod zabrisane.
Vozila, ki bi jih lahko označili za avtomobile so se pojavili že leta 1769, čeprav se vsi strokovnjaki s tem ne strinjajo, zato velja leto 1885 kot začetek s pojavom bencinskih motorjev z notranjim zgorevanjem. 

## Razvoj in začetki avtomobilizma
Današnjega avtomobila, ki ga poganja motor z notranjim zgorevanjem, ni iznašel posameznik, ampak je k njegovemu razvoju prispevalo veliko ljudi. Razvoj je potekal s prejšnjim znanjem in tako se je iz kočije na paro razvil današnji avtomobil. Kočijo na paro je naredil N. Cougnot iz Francije leta 1770.

### Prvi ustvarjalci avtomobilov in pnevmatik
Karl Benz je bil rojen v Nemčiji kot sin strojevodje. Pri svojih sedemindvajsetih letih je ustanovil lastno delavnico. Kljub temu, da je bil Benzov cilj izdelovanje celotnih vozil, so bile Benzove prve konstrukcije motorji zaradi Ottovega patentiranja štiritaktnega načina delovanja.
Nato je Benz zapustil mannheimsko tovarno plinskih motorjev, ker ni dobil nobene denarne podpore pri izdelavi avtomobilskih načrtov. Čez čas je s trgovcem z železnino odprl lastno podjetje Benz & Co., Rheinische Gasmotorenfabrik. Med razveljavitvijo Ottovega patenta je Benz izboljšal štiritaktni motor, ki je deloval z večjim številom vrtljajev in je tehtal manj od ostalih motorjev. Leta 1885 je Benz naredil trikolesnik z manjšim prednjim kolesom, ki ga je upravljal s preprosto ročico.  To naj bi bil prvi avto na bencin. Prvi štirikolesni avtomobil so pri Benzu izdelali šele leta 1893, bil je imenovan Victoria. Avtomobil Velo pa je bil Benzov predhodnik zelo priljubljenega modela comfortable.
Gottlieb Daimler je bil prav tako rojen v Nemčiji in sicer kot sin pekovskega mojstra. Ko je opravil študij strojništva, je dve leti delal v strojni tovarni v Angliji. Potem se je odselil nazaj v Nemčijo, kjer je izdelal hitro delujoči bencinski motor in ob tem delu prejel nemški patent.
Čez tri leta je Daimler izdelal prvi znani štirikolesni avtomobil nasploh. Dvorni izdelovalec kočij je Daimlerju priskrbel šasijo in karoserijo in tako je Daimlerjevo motorno vozilo poskusno vožnjo opravilo leta 1887.
Daimler je nato opustil obliko kočije in za vozilo izdelal jekleno ogrodje. V jekleno konstrukcijo je dodal še dvovaljni motor, tako imenovan V motor.
To vozilo je na pariški razstavi leta 1889 razstavljala družba Panhard & Levassor.
Kasneje je Daimlerja in njegovo novo usmeritev modelov predstavljal t. i. Mercedes. Ta pa se je na dirkalni stezi pojavil leta 1901.
Leta 1899 je Daimler zmagal s svojim modelom phönix. Od leta 1902 se je ime Mercedes (po njegovi hčeri) ohranilo vse do danes za vsa Daimlerjeva vozila.
- Panhard & Levassor je bila družba, ki je ustvarila prvi francoski avtomobil leta 1891.

Gottlieb Daimler je imel v Parizu tedaj zastopnika Edvarda Sarazina, ki je pred smrtjo prenesel vodenje poslov na svojo ženo Louiso Sarazi. Louisa je nadaljevala moževo delo, zato je obiskala Daimlerja v Cannstattu. Po obisku je postala Daimlerjeva zastopnica za Francijo.
Nato je Daimler razstavil svoj model avtomobila na pariški razstavi, na kateri je požel velik uspeh. Sarazinova je potem podala patente in s tem ponudila vse pravice družbi Panhard & Levassor. Emile Levassor in Rene Panhard sta začela proizvajati lastne avtomobile, vendar pa so ti imeli Daimlerjeve motorje.
Leta 1891 sta Levassor in Panhard končala priprave za proizvodnjo avtomobila, ki sta ga potem serijsko izdelovala. Levassor je izpopolnjeval konstrukcijo tako, da je namestil motor spredaj, naredil novo sklopko in hladilnik ter menjalnik s premičnimi zobniki.
Panhard & Levassor je postala najstarejša avtomobilska družba ob združitvi s Citroënom.
- Édouard in André Michelin, rojena v Franciji sta bila prva, ki sta v avtomobilizem uvedla zračnice. To je bilo v letu 1895 nekaj povsem novega, saj so bile prej avtomobilske gume polne.
- General Motors je v ZDA leta 1940 prvi vgrajeval samodejne menjalnike.
- Družba Dunlop je v Združenem kraljestvu leta 1972 vpeljala varnostne zračnice, ki delujejo, kadar guma spusti. Zaradi trenja se lepilo sprosti in zamaši manjše luknje, kar omogoča varno vožnjo do zamenjave zračnice.

### Karoserije
Prve karoserije oz. prvi avtomobili so bile od začetka še kočije. Kočijam so odstranili oje, pod sedeže pa so vstavili motor. Ob tem se je pojavilo drugačno razporejanje sedežev in prve oblike karoserij z zaščito pred vremenskimi vplivi. Tako se oblikujejo karoserije vis-a-vis, kjer so potniki nasproti si sedeči, dos-a-dos, kjer so potniki obrnjeni skupaj s hrbti in druge oblike (break al phaeton, landauer). In tako se je pojavilo več kot dvajset oblik karoserij, za katere so se uporabljali francoski izrazi.
Avtomobili, ki so v poglavitnih potezah podobni našim, so nastali, ko se je z modelom mercedes simplex uveljavila klasična konstrukcija s spredaj vgrajenim motorjem, saj so od takrat karoserije izdelovali tako, da so jih obrnili naprej. Pločevina je postala novost in je zamenjala lesene karoserije. Zunanja podoba avtomobilov je bila precej odvisna od karoseristov, zato so začele biti pomembne oblikovalske značilnosti in tako je prišlo do velike raznovrstnosti karoserijskih oblik. Nastale so specializirane tovarne za karoserije.
Oblika se je spreminjala tudi zaradi naraščajoče hitrosti avtomobilov. Karoserije so v dvajsetih letih dobile zaprte stranske stene in poševna vetrobranska stekla, spremenil se je hladilnik, ki je postal pokončen, blatniki dolgi in povezani s stopnicami.
Estetika je postajala vse bolj pomembna, zato so v tridesetih letih gradili različne karoserije. Aerodinamična ali »tokovna« oblika karoserije je poudarjala avtomobilsko hitrost. Aerodinamika je pustila sledi na avtomobilih. Lepotni ideal avtomobilov je postal čim daljši pokrov motorja, gladke linije, poudarjeni, elegantno zaobljeni blatniki. 
Čez čas je dobilo udobje sedežev prednost pred motorji. Sedeži postanejo kompaktno zasnovani in tako omogočajo boljši izkoristek prostora. Izdelava avtomobilov se je pocenila in poenostavila, ko so se pojavile samonosne karoserije brez jeklenega okvirja.

### Kolesa
Pomembna so tudi kolesa, ki so bila pri prvih motornih kolesih veliko pretrda in neelastična. Kolesni obroči so bili železni in ropotajoči, ni jih ublažilo niti najboljše vzmetenje. To napako so odpravili, ko so uvedli s polno gumo obdano kolo. Kljub temu so se morali neravnih površin na cesti izogibati. Veliki korak naprej so bile pnevmatike, ki jih je leta 1845 izumil William Thomson. Uporabljali so jih za kočije v Hyde Parku, da ni ropotalo. Kasneje je šel patent v pozabo.
Leta 1888 so Dunlopu priznali patent za novo pnevmatiko. Dunlop Boyd je bil škotski veterinar, ki je leto poprej zvil kose gume v cevi in jim vstavil posebej izdelane ventile. Nato je ta kolesa prilepil na sinov tricikel, s katerim se je peljal veliko lažje, na zemlji pa ni puščal sledi.
Vendar pa so bile tukaj še zmeraj pomanjkljivosti, saj pnevmatike niso dolgo zdržale in jih je bilo težko zamenjati.
Edouard Michelin je v Franciji za avtomobilsko dirko Pariz-Bordeaux-Pariz montiral Dunlopove pnevmatike na kolesa Peugeotovega motornega vozila »laclair«. Omislil si je odstranljiv obroč, ki je bil pritrjen z vijaki. Kljub temu, da so med tekmo morali petinšestdesetkrat zamenjati poškodovane pnevmatike, so bile prednosti njegove iznajdbe dokazane. Da bi angleškim proizvajalcem zaprla dostop na francosko tržišče, je Michelin s svojim bratom odprl tovarno pnevmatik v Clermont-Ferrandu. 
Leta 1873 se je začela nemška proizvodnja pnevmatik, ko je bila ustanovljena družba Continental Caoutschuk und Gutta Percha.
Kolesa, ki so se lahko snemala, so razvili leta 1908 pri družbi Rudge Whitworth. To so bila kolesa, pritrjena z matico, imela so žične napere in pesto. 
K standardni opremi vsakega avtomobila danes spadajo kolesa iz stisnjene jeklene pločevine s tremi, štirimi ali petimi maticami

### Hladilniki
Temeljni del avtomobila je tudi hladilnik oz. hladilni sistemi, s katerimi so konstruktorji poskušali odvajati toploto, ki nastane v motorjih zaradi notranjega zgorevanja. Prva konstrukcija hladilnega sistema je temeljila na izparevanju. Še pred tem pa je avtomobilski motor Gottlieba Daimlerja deloval tako, da ga je ohlajeval zrak ali pa so ga hladili kar z vodo. Pri načinu izparevanja je bila skozi hladilne cevi napeljana izparela voda, ki je vodila v kondenzator, kjer se je voda ohladila in odtekla nazaj v posodo z vodo. Po dvajsetih prevoženih kilometrih je bilo v hladilnik ponovno naliti štirideset litrov vode.
Novost je prišla šele leta 1890, ko je Daimler po okviru svojega avtomobila speljal hladilno vodo. Ta je krožila s pomočjo črpalke, ki je bila nad motorjem in sistemom cevi. 
Nato se je pojavil hladilni sistem s hladilnimi rebri, ki velja še danes za uporabnega. Ta način, ko pretok zraka med vožnjo hladi motor, so si omislili konstruktorji Porsche, Franklin in de Dion.
Zraven teh hladilnikov obstajajo še hladilniki s termosifonskim hlajenjem (na osnovi kroženja vode) in kroženje pod pritiskom (kroženje vode s pomočjo majhne črpalke).
Značilno znamenje avtomobilskih znamk, kot so Rolls-Royce, Mercedes, Alfa Romeo, BMW, Cadillac, je tipični satast hladilnik, ki ima črpalko.
Modni prestiž v Ameriki postanejo rešetke pred hladilnikom, ki pa jih močno kromirajo, da dobijo izraz srebra. Ta modna muha se je hitro prenesla tudi v Evropo. 
Hladilniki se v osnovi ne spremenijo, razen tega da oblaki pare, ki so značilni za »oldtimerje«, izginejo.

### Krmila
Vozila so imela na začetku za krmilo le vzvodno ročico za vodenje sprednjih koles. Krmilni drog, ki je štrlel iz sredine, je bil videti dokaj nenavadno. Zaradi krmilnega kolesa, ki je imel ročico, so dali vozilu ime »kavni mlinček«. Tako so se potem konstruktorji odločili, da krmilni drog rahlo nagnejo in mu namesto ročice naredijo krmilni obroč.
Problem je nastal pri upravljanju vozila, saj so se zaradi preobremenitve koles včasih morali pri vrtenju truditi vsi potniki. Sprednja kolesa so nato nekoliko zmanjšali, kar pa pri ovinkih ni veliko pomagalo in vožnja je bila kljub temu tvegana.
Težave z upravljanjem vozila so čez čas odpravili in tako je kočija postala avtomobil. Nov upravljalni sistem je Daimler razvil leta 1889, toda leta 1893 mu je Benz prevzel zamisel. Benzov avtomobil »Victoria« je vseboval sistem samostojnega vodenja obeh osnih krakov, kar je omogočilo, da se je pri zaviranju hitrost sprednjih koles prilagajala upravljanju. Kolesa so spet izenačili na enako velikost, saj zaradi zaviranja ni bilo več potrebno, da so sprednja kolesa manjša.
Zraven krmilne ročice pri prvih avtomobilih so bile tudi druge naprave za upravljanje, npr. prestavna ročica, ročici za premikanje gonilnega jermena in reguliranje mešanice, ročica za plin in regulator predvžiga. 
Stvar mode je bilo tudi število prečk na krmilu. Renault je imel kot razpoznavni znak znamke pet prečk na obroču krmila.

## Zgodovina avtomobilizma
Ena izmed najpomembnejših stvari v našem življenju so prevozna sredstva. Pomembna so za gospodarstvo države, povezovanje z drugimi ljudmi, direktno spoznavanje različnih kultur itd. Vsekakor so avtomobili zelo pomembni v našem življenju. Rezultat tega je, da se ljudje vsak dan vozimo z njimi. Na žalost si nekateri, ki nimajo denarja, štirikolesnika ne morejo privoščiti, zato večinoma uporabljajo noge, ki pa nas ne nesejo prav daleč saj se prej ko slej utrudimo. Na drugi strani pa obstajajo ljudje, ki si življenja brez avtomobila ne morejo zamisliti.
Beseda avtomobil izvira iz grščine in pomeni samopomočjo vozilo. Prvo vozilo je izdelal Nicolas Cugnot po nalogu francoskega vojnega ministra, ki je potreboval transportno sredstvo za orožje. To je bil dvovaljni traktor na parni pogon, ki se je upravljal s krmilom. Njegov motor je bil povezan z edinim prednjim kolesom, namenjen pa naj bi bil za vlečenje topov težkih do 5 ton, s končno hitrostjo 5 km/h. Vozilo so morali po 12-minutni vožnji ustaviti, da se je ponovno ustvaril pritisk pare. S podobnim avtomobilom, ki ga je izumitelj izdelal par let kasneje, je doživel prvo prometno nesrečo, saj se je zaletel v zid hiše in ga podrl, vendar je avtomobil ostal nepoškodovan. Prvi uspešni motor z notranjim zgorevanjem je bil dvotaktni plinski motor, narejen v Belgiji v letu 1860, dve leti kasneje pa so ta motor vgradili v preizkusno vozilo, ki je že doseglo hitrost 18 km/h. Tega leta so istemu motorju dodali tudi električni vžig, s katerim je bilo vozilo veliko dražje. Naslednji velik korak je naredil Nemec Nikolaus August, ki je v Kolnu izpolnjeval plinski motor. Dobil je zamisel za razvoj motorja z notranjim zgorevanjem in tako zasnoval prvi štiritaktni motor. Isto leto je Daimler razvil lahek bencinski motor, ki je bil uporaben za pogon vozil. Pritrdil ga je na štiri-kolesno konstrukcijo in se z njim peljal po mestu. Dosegel je hitrost 18 km/h. Medtem pa je v sosednjem mestu svojega trikolesnika že testiral Karl Benz. Za prva moderna avtomobila prištevamo že prva izdelka Benza in Daimlerja, v tem času pa sta bila znana tudi Emile Levassor in Rene Panhard. Naredila sta prvo vozilo, ki je imelo motor spredaj, prizadevala pa sta si narediti avto, ki bi se bistveno razlikoval od kočije in katerega deli bi v celoti ustrezali delovanju avtomobila. Dolgo se nista mogla odločiti, kam bi postavila motor in nazadnje je pristal spredaj. To je bil dvovaljni Daimlerjev motor, ki je iztisnil 2,5 konja in preko tristopenjskega menjalnika avto pognal do hitrosti 30 km/h. Njuni avtomobili so kasneje dosegali dobre rezultate na dirkah in Levassor je postal prva žrtev avtomobilskih dirk. Leta 1901 je prvi Mercedes v avtomobilizem prinesel veliko novosti. Bil je izredno izpopolnjen, poganjal pa ga je 5,9 litrski motor. Zanimiv pa je bil tudi mercedesov drugi model, ki je tehtal okoli 900 kg in dosegal končno hitrost  80 km/h. S tem avtomobilom so leto dni kasneje postavili tudi nov svetovni hitrostni rekord, ki je znašal 111,1 km/h. Konec tega obdobja zaznamuje Fordov model T, ki je bil prvi avto grajen na serijski proizvodnji in je bil tako dostopen vsakomur. Izdelan je bil v celoti iz jekla in nikjer ni prepuščala voda. Avtomobil je bil širok, prostoren, stabilen in dovolj oddaljen od tal, da je omogočal vožnjo po neravnem terenu. Zanesljivost motorja in menjalnika ter drugih delov, so iz tega forda naredili avto s katerim je Ford zavzel svet. Začele so nastajati tudi druge avtomobilske znamke kot so BMW, različne Francoske od katerih so do danes ohranjeni še Renault in Citroen ter mlajši Peugeot in Češka Škoda, ki je bila po kakovosti uvrščena v sam tedanji vrh. 2. sv. vojna je v Evropi in na Japonskem pustila mnogo posledic,V Nemčiji, Angliji in Franciji pa je proizvodnja popolnoma okrevala šele v zgodnjih 50-ih. Avtomobili so tedaj v ZDA postajali vse bolj običajno prevozno sredstvo tudi za srednji sloj prebivalstva, medtem ko je bil v  Evropi avtomobil še vedno stvar velikega prestiža. 60-a in 70-a leta so bila dokaj mirna in brez velikih prelomnic, v 80-ih pa se je začelo premikati tudi na področju varnosti. Prve karoserije so bile od začetka še kočije. Kočijam so odstranili oje, pod sedeže pa so vstavili motor. Ob tem se je pojavilo drugačno razporejanje sedežev in prve oblike karoserij z zaščito pred vremenskimi vplivi.  Pločevina je postala novost in je zamenjala lesene karoserije. Na obliko karoserije je zaradi aerodinamike vplivala tudi maksimalna hitrost avtomobila.

## Zgodnja tematizacija avtomobila v slovenski književnosti
- Miroslav Malovrh: Burke in porednosti, 1914 (tu prve avtomobilske šale)
- Špijonova usoda: Detektivski in špijonažni roman, prevedel Maks Pleteršnik 1916
- Narte Velikonja: V Smrlinju  1921
- Marija Kmet: V metežu, 1923
- Ivan Molek: V Fordovem kraljestvu, 1928
- Matija Malešič: Živa voda, 1928
- Damir Feigel: Faraon v fraku  1929
- Damir Feigel: Čudežno oko  1930
- Damir Feigel: Kolumb  1932
- Brat Nardžič: Dekle z zagonetkami v očeh  1929
- Adam Milkovič: Podedovano znamenje, 1930
- Milan Medvešek: Rudarjeva hči  1931
- Gustav Strniša: Klic zemlje 1931
- Gustav Strniša: Med tihotapci alkohola ) 1935
- A. Grdina in F. Trdan: Iz mojega potovanja po Jugoslaviji, 1932
- Radivoj Rehar: Sida Silanova, 1932
- Vladimir Levstik: Dejanje  1934
- A. Šabec: Kako kuje življenje 1935 in 1936
- Mary A. Svetek: Kratek izlet po ameriškem zapadu  1940
- Ivan Hribar: Gospod Izidor Fučec: Srednjeveška povest naših dni. II. del: V začaranem risu